# Tanja Scheer

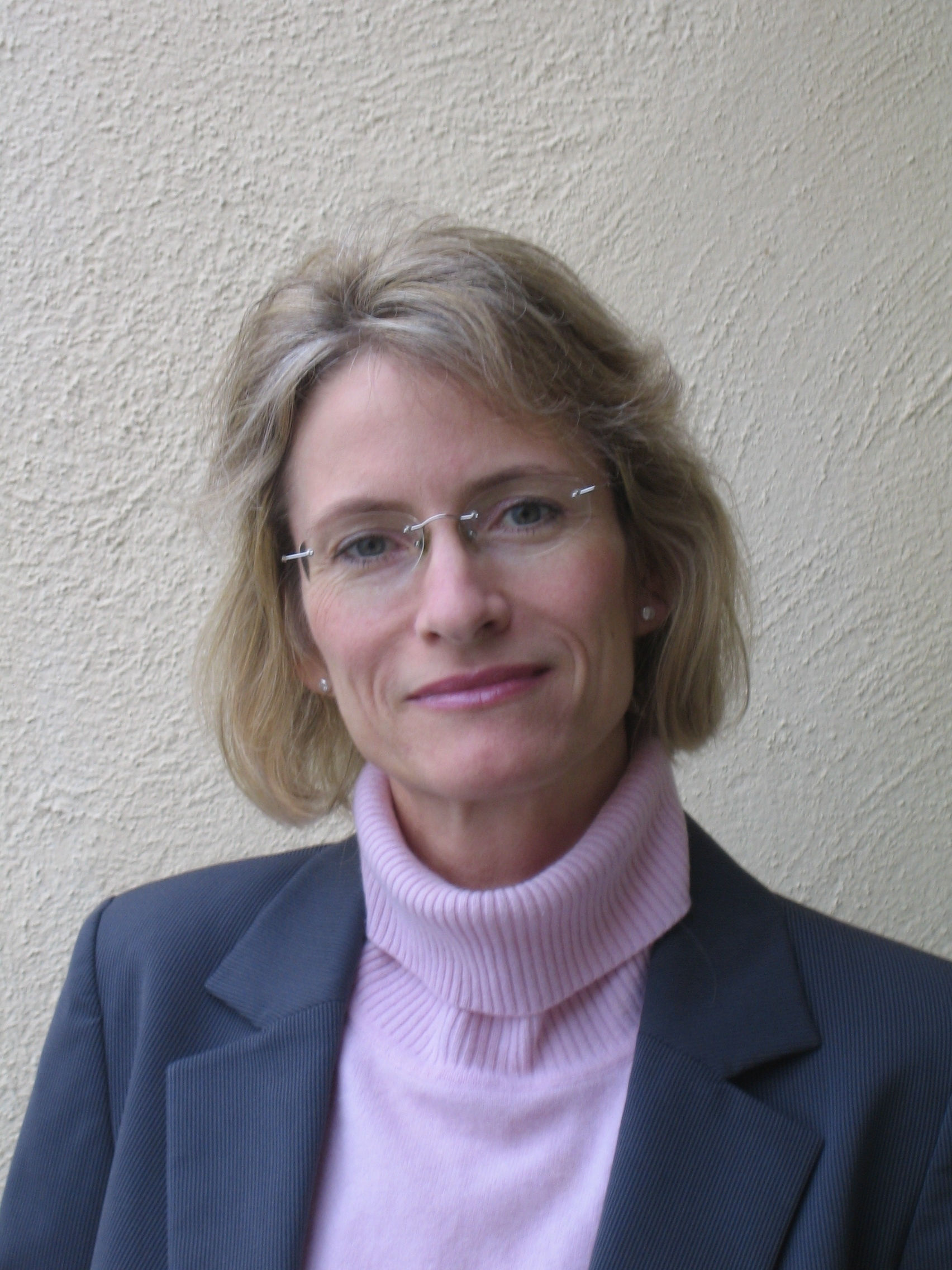
Tanja Scheer (2010)

Tanja Susanne Scheer (* 25. Dezember 1964 in München) ist eine deutsche Althistorikerin.
Tanja Scheer studierte von 1983 bis 1989 an der Universität München Alte Geschichte, Mittelalterliche Geschichte und Klassische Archäologie. Sie war Stipendiatin der Studienstiftung des deutschen Volkes, der Gerda Henkel Stiftung sowie Heisenberg-Stipendiatin der Deutschen Forschungsgemeinschaft. 1992 wurde sie mit einer Arbeit über Die Bedeutung griechischer Heroenmythen im Selbstverständnis kleinasiatischer Städte bei Hatto H. Schmitt promoviert und habilitierte sich 1998 in München mit Die Gottheit und ihr Bild. Nach Lehrtätigkeiten an den Universitäten Mannheim, Leipzig und Bielefeld und Forschungsaufenthalten in Rom, am Center for Hellenic Studies sowie am Center for Byzantine Studies der Harvard University in Washington, D.C. lehrte sie von 2004 bis 2011 an der Universität Oldenburg als Nachfolgerin von Peter Kneißl. 2010 erhielt sie für die Nachfolge von Gustav Adolf Lehmann einen Ruf auf die Professur für Alte Geschichte an die Universität Göttingen, den sie zum Sommersemester 2011 annahm. Tanja Scheer war von 2009 bis 2015 Vorstandsmitglied der Mommsen-Gesellschaft. Von 2011 bis 2013 engagierte sie sich als 1. Vorsitzende, von 2013 bis 2015 als 2. Vorsitzende für die Mommsen-Gesellschaft.
Scheers Forschungsschwerpunkte liegen im Bereich der griechischen und römischen Religions- und Kulturgeschichte, des antiken Mythos sowie der Geschlechtergeschichte der Antike. Sie ist Preisträgerin des Ausonius-Preises, den sie 2001 für ihre Habilitationsschrift erhielt. Im Januar 2014 wurde sie zum Ordentlichen Mitglied der Akademie der Wissenschaften zu Göttingen gewählt.
Scheer ist mit dem Christlichen Archäologen Franz Alto Bauer verheiratet.

## Schriften (Auswahl)
Monographien
- Mythische Vorväter. Zur Bedeutung griechischer Heroenmythen im Selbstverständnis kleinasiatischer Städte (= Münchener Arbeiten zur Alten Geschichte. Band 7). Editio Maris, München 1993, ISBN 3-925801-13-8.
- Die Gottheit und ihr Bild. Untersuchungen zur Funktion griechischer Kultbilder in Religion und Politik (= Zetemata. Heft 105). C. H. Beck, München 2000, ISBN 3-406-46405-X.
- Griechische Geschlechtergeschichte (= Enzyklopädie der griechisch-römischen Antike. Band 11). Oldenbourg, München 2011, ISBN 978-3-486-59684-7 (Fachbesprechung).

Herausgeberschaften
- unter Mitarbeit von Martin Lindner: Tempelprostitution im Altertum. Fakten und Fiktionen (= Oikumene. Studien zur antiken Weltgeschichte. Band 6). Verlag Antike, Berlin 2009, ISBN 978-3-938032-26-8.